# Purga genética
La purga genética es el incremento de la presión selectiva contra alelos deletéreos causada por la consanguinidad.
La purga se produce porque muchos alelos deletéreos solo expresan todo su efecto nocivo en los homocigotos, es decir, cuando están presentes en las dos copias. Cuando los individuos emparentados se aparean, producen descendientes que tienen más probabilidades de ser homocigotos. Así pues, los alelos deletéreos expresan todo su efecto nocivo más a menudo produciendo individuos con menor eficacia biológica. La purga ocurre porque estos individuos de menor eficacia transmiten menos copias de sus genes a las generaciones futuras. Dicho de otra manera, la selección natural purga los alelos deletéreos recesivos en los individuos consanguíneos.
La purga reduce tanto el número total de alelos deletéreos recesivos como la disminución de la eficacia biológica media causada por la consanguinidad (la depresión consanguínea para la eficacia biológica).
El término "purga" se usa a veces para referirse a la selección contra alelos deletéreos en general. Para evitar la ambigüedad, sería mejor usar "selección purificadora" en ese contexto amplio, y reservar el término purga para su significado más estricto definido anteriormente.

## El mecanismo
Los alelos deletéreos que segregan en poblaciones de organismos diploides tienen una tendencia notable a ser, al menos, parcialmente recesivos. Esto significa que, cuando ocurren en homocigosis (en las dos copias del individuo), reducen la eficacia biológica en más del doble que cuando ocurren en heterocigosis (en sólo una de las copias). En otras palabras, parte de su potencial efecto deletéreo está oculto en los heterocigotos, pero se expresa en los homocigotos, por lo que la selección es más eficaz contra ellos cuando ocurren en homocigosis. Dado que la consanguinidad aumenta la probabilidad de ser homocigoto, también incrementa la fracción del efecto deletéreo potencial que se expresa y que, por lo tanto, se expone a la selección. Esto provoca cierto aumento de la presión selectiva contra los alelos deletéreos (parcialmente) recesivos, lo que se conoce como purga. Por supuesto, también causa cierta reducción en la eficacia biológica, lo que se conoce como depresión consanguínea.
La purga puede reducir la frecuencia promedio de alelos deletéreos en el genoma por debajo del valor esperado en una población no consanguínea durante periodos largos, lo cual reduce el impacto negativo de la consanguinidad en la eficacia. Cuando la consanguinidad se produce bajo apareamientos aleatorios debido al censo poblacional reducido, la eficacia media cae menos de lo que se esperaría solo por consanguinidad y, tras un periodo inicial de reducción puede recuperarse e incluso alcanzar valores próximos a los previos a la consanguinidad. Otra consecuencia de la purga es la reducción del llamado lastre de consanguinidad. Esto significa que, después de la purga, se espera que un incremento adicional de la cconsanguinidad sea menos dañino para la eficacia. La eficiencia de la purga se ve reducida por la deriva genética y, por tanto, a largo plazo, la purga es menos eficiente en poblaciones más pequeñas [1]. La purga genética se ve potenciada si los individuos aparean con sus parientes más frecuentemente de lo esperado por azar.

## El efecto conjunto de la consanguinidad y la purga sobre la eficacia biológica
Es importante tomar en consideración la purga genética cuando se predice la depresión consanguínea, porque la disminución de la eficacia biológica causada por la consanguinidad juega un papel importante en los procesos evolutivos responsables de características de gran importancia biológica, como la diploidía o la reproducción sexual. También es importante en mejora genética y, por supuesto, en la genética de la conservación, porque la depresión consanguínea puede ser un factor determinante para el riesgo de extinción de las poblaciones en peligro, y porque la purga condiciona el éxito de los programas de conservación en que se ejerce cierto manejo de la reproducción para controlar la consanguinidad.
En resumen, debido a la purga, la depresión consanguínea no puede predecirse correctamente en función de la medida estándar de la consanguinidad (el coeficiente de consanguinidad F de Wright), ya que esta medida solo se aplica estrictamente a los alelos neutros. En cambio, la disminución de la eficacia biológica puede predecirse en función del "coeficiente de consangínidad purgado" g, que tiene en cuenta el efecto de la purga sobre la frecuencia de los deletéreos.
La purga reduce la depresión consanguínea de dos formas: primero, ralentiza su progreso e incluso lo revierte hasta cierto punto; en segundo lugar, reduce la depresión consanguínea total que se espera a largo plazo. Cuanto más lento es el progreso de la consanguinidad, más eficiente es la purga.

### Una explicación más detallada
En ausencia de selección natural, se esperaría que la eficacia biológica media disminuyese exponencialmente a medida que aumenta la consanguinidad, la cual se mide utilizando el coeficiente de consanguinidad de Wright, F (la razón por la que la disminución es exponencial en F lugar de lineal es simplemente que la eficacia generalmente se considera un rasgo multiplicativo). La tasa a la que disminuye la eficacia biológica a medida que aumenta F (la tasa de depresión consanguínea δ) depende de las frecuencias y los efectos deletéreos de los alelos presentes en la población antes de la consanguinidad.
El coeficiente F mencionado anteriormente es la medida clásica de la consanguinidad y da la probabilidad de que, en cualquier locus neutro dado, un individuo haya heredado dos copias de un mismo gen de un ancestro común (es decir, la probabilidad de ser homocigoto "por descendencia"). En condiciones simples, F se puede calcular fácilmente en función del tamaño de la población o de información genealógica. F a menudo se denota usando minúsculas (f), pero no debe confundirse con el coeficiente de parentesco.
Sin embargo, la predicción anterior para la disminución de la eficacia biológica rara vez aplica en la práctica, ya que se deduce asumiendo que no hay selección, y la eficacia biológica es precisamente la diana de la selección natural. Por lo tanto, el coeficiente de consanguinidad F de Wright para loci neutros no se aplica a los alelos deletéreos, a menos que la consanguinidad aumente tan rápido que el cambio en la frecuencia de los genes se rija solo por muestreo aleatorio (es decir, por deriva genética).
Por lo tanto, tal como se muestra en el modelo introducido más adelante, la disminución de la eficacia biológica puede predecirse usando, en lugar del coeficiente de consanguinidad clásico F, un "coeficiente de consanguinidad purgado" (g) que da la probabilidad de ser homocigoto por descendencia para alelos deletéreos (parcialmente) recesivos, teniendo en cuenta cómo su frecuencia se reduce a causa de la purga. Debido a la purga, la eficacia biológica disminuye al mismo ritmo δ que en ausencia de selección, pero en función de g en lugar de en función de F
Este coeficiente de consanguinidad purgado g también se puede calcular, con una buena aproximación, utilizando expresiones simples en términos del tamaño de la población o de la genealogía de los individuos. Sin embargo, esto requiere cierta información sobre la magnitud de los efectos deletéreos que están ocultos en los heterocigotos, pero que se expresan en los homocigotos. Cuanto mayor sea esta magnitud, denominada coeficiente de purga d, más eficiente será el proceso de purga.
Una propiedad interesante de la purga es que, durante la consanguinidad, mientras F aumenta aproximándose a un valor final F = 1, g puede tender a un valor final mucho menor. Por lo tanto, no se trata solo de que la purga ralentice el deterioro de la eficacia, sino también de que reduce la pérdida de eficacia total producida por la consanguinidad a largo plazo. Esto queda ilustrado más abajo para el caso extremo de la depresión consanguínea atribuible a letales recesivos, que son alelos que causan la muerte antes del estado reproductor pero solo cuando se presentan en homocigosis 
La purga es menos eficaz contra alelos levemente deletéreos que contra los letales muy recesivos, pero en general, cuanto más lento es el aumento de la consanguinidad F, menor es el valor final del coeficiente de consanguinidad purgado g y, por lo tanto, la reducción final de la eficacia. Esto implica que, si la consanguinidad progresa con la suficiente lentitud, no se espera una depresión consanguínea relevante a largo plazo. Esto da como resultado, por ejemplo, que la eficacia biológica de una población muy consanguínea porque ha sido moderádamente pequeña durante mucho tiempo, puede ser muy similar a la de una población grande con menor consanguinidad y más diversidad genética. En genética de la conservación, sería muy útil determinar la tasa máxima de aumento de la consanguínea que permite una purga eficiente.

## Modelo predictivo para los efectos de la consanguinidad y la purga debidos a la reducción poblacional
Consideremos una gran población no consanguínea con eficacia biológica media W y cuyo tamaño se reduce a un nuevo valor más pequeño N (de hecho, aquí debería usarse el tamaño efectivo de la población), lo cual lleva a un aumento progresivo de la consanguinidad.
Entonces, la depresión consanguínea ocurre a una tasa δ, debido a alelos deletéreos (parcialmente) recesivos que estaban presentes a bajas frecuencias en diferentes loci. Esto significa que, en ausencia de selección, el valor esperado para la eficacia biológica media después de t generaciones de consanguinidad sería:
{\displaystyle W_{t}=We^{-\delta F_{t}}}
donde {\displaystyle F_{t}} es la media poblacional del coeficiente de consanguinidad de Wright después de t generaciones de endogamia atribuible a este censo reducido.
Sin embargo, dado que la selección opera sobre la eficacia biológica, la eficacia biológica media debe predecirse teniendo en cuenta tanto la consanguinidad como la purga, como
{\displaystyle W_{t}=We^{-\delta g_{t}}}
En la ecuación anterior, {\displaystyle g_{t}} es el "coeficiente de consanguinidad purgado" medio después de t generaciones de incremento de la consanguinidad. Este coeficiente depende del "coeficiente de purga" d, que representa los efectos deletéreos ocultos en heterocigosis pero expuestos en homocigosis.
El "coeficiente de consanguinidad purgado" promedio puede aproximarse usando la expresión recurrente
{\displaystyle g_{t}=\left[\left(1-{\frac {1}{2N}}\right)g_{t-1}+{\frac {1}{2N}}\right]\left[1-2dF_{t-1}\right]}
También hay ecuaciones predictivas apropiadas para el caso en que se dispone de información genealógica..

### El ejemplo de depresión consanguínea debida a letales recesivos

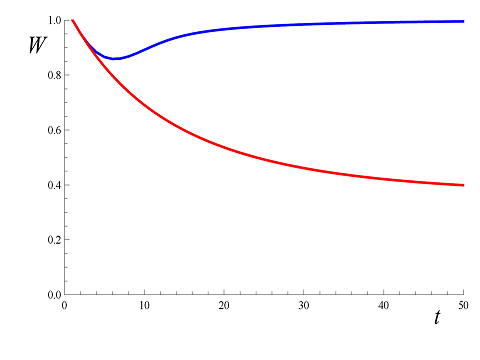
eficacia media poblacional promedio (W) frente al número de generaciones (t) de mantenimiento con tamaño de población N = 10 cuando, en la población original, cada gameto lleva en promedio un letal recesivo raro. Evolución de W esperada solo por consanguinidad (línea roja) o por consanguinidad y purga (línea azul).

Como ejemplo de purga genética, considérese una gran población en la que, en muchos loci, hay alelos letales recesivos  que segregan con una frecuencia muy baja, de modo que el número medio de alelos letales por gameto es 1. Aunque alrededor del 63% de los gametos portan al menos uno de estos alelos letales, casi ningún individuo lleva dos copias del mismo letal. Por lo tanto, dado que los letales se consideran completamente recesivos (es decir, son inofensivos en heterocigosis), casi no causan muertes. Ahora supongamos que el tamaño de la población se reduce a un valor pequeño (digamos N = 10) y permanece así de pequeño durante muchas generaciones. A medida que aumenta la consanguinidad, la probabilidad de ser homocigoto para uno (o más) de estos alelos letales también aumenta, lo que hace que disminuya la eficacia media de la población. Sin embargo, a medida que esos letales comienzan a ocurrir en homocigosis, la selección natural comienza a purgarlos. La figura de la derecha representa la disminución esperada de la eficacia contra el número de generaciones, teniendo en cuenta solo el aumento en la consanguinidad F (línea roja), o tanto la consanguinidad como la purga (línea azul, calculada utilizando el coeficiente de consanguinidad purgado g). Este ejemplo muestra que la purga puede ser muy eficaz para prevenir la depresión consanguínea. Sin embargo, para los alelos deletéreos no letales, la eficiencia de la purga sería menor y puede requerir poblaciones más grandes para superar la deriva genética.

### Repercusiones en la evolución de los sistemas reproductivos
La depresión consanguínea y la purga juegan un papel importante en la evolución de los sistemas reproductivos, determinando por ejemplo las condiciones en que resulta favorecida la autofecundación frente a la fecundación cruzada. Otro ejemplo es la renovación del genoma en las levaduras Saccharomyces cerevisiae y Saccharomyces paradoxus, que tienen un ciclo de vida que alterna entre períodos largos de reproducción asexual como diploide que terminan en la meiosis que por lo general es seguida inmediatamente por autofecundación, y solo raramente por fecundación cruzada Las mutaciones deletéreas recesivas se acumulan durante la fase de expansión diploide y se purgan durante la autofecundación. Esta purga se ha denominado "renovación del genoma".

## Evidencia y problemas
Cuando una población previamente estable sufre consanguinidad, si nada más cambia, la selección natural debería consistir principalmente de purga genética. Las consecuencias conjuntas de la consanguinidad y la purga  sobre la eficacia varían en función de muchos factores: la historia previa de la población, la tasa de aumento de la consanguinidad, la dureza del medio o de las condiciones competitivas, etc. Los efectos de la purga fueron notados por primera vez por Darwin en plantas, y se han detectado en experimentos de laboratorio y en poblaciones de vertebrados que experimentan consanguinidad en zoológicos o en la naturaleza, así como en humanos. La detección de purga a menudo se ve oscurecida por muchos factores, pero existe evidencia consistente de que, de acuerdo con las predicciones explicadas anteriormente, la endogamia lenta da como resultado una purga más eficiente, de modo que un valor dado de F conduce a una menor amenaza para la superfivencia de la población si se ha producido más lentamente.
Sin embargo, en situaciones prácticas, la evolución de la eficacia biológica también depende de muchos otros factores, además de la consanguinidad y la purga. Por ejemplo, la adaptación a las condiciones ambientales cambiantes a menudo provoca cambios genéticos importantes durante la consanguinidad. Además, si la endogamia se debe a una reducción en el tamaño de la población, la selección contra nuevas mutaciones deletéreas puede volverse menos eficiente y esto puede inducir una disminución adicional de la eficacia a medio-largo plazo.
Además, parte de la depresión consanguínea podría no deberse a alelos deletéreos, sino a una ventaja intrínseca de ser heterocigoto en comparación con ser homocigoto para cualquier alelo disponible, lo que se conoce como sobredominancia. La depresión consanguínea causada por sobredominancia no se puede purgar, pero parece ser una causa menor de la depresión consanguínea total, aunque su importancia real sigue siendo un tema de debate.
Tanto en genética evolutiva como en genética de la conservación, es de gran importancia comprender el papel de la purga genética y predecir sus consecuencias. Las poblaciones amenazadas suelen sufrir consanguinidad debido a sus reducidos tamaños, y la purga puede jugar un papel muy relevante en la determinación de su riesgo de extinción y del éxito de las estrategias de conservación.